# Ihre zwölf Männer
Ihre zwölf Männer (Originaltitel: Her Twelve Men) ist eine US-amerikanische Filmkomödie von Robert Z. Leonard aus dem Jahr 1954 mit Greer Garson in der Hauptrolle. 

## Handlung
Jan Stewart wird als erster weiblicher Lehrer an einer Privatschule für Jungen eingestellt. Obwohl sie über keinerlei pädagogische Erfahrung verfügt, wurde sie Dr. Avord Barrett, dem Rektor der Schule, von einer einflussreichen Familie empfohlen. Barrett bereitet Jan auf ihre neue Aufgabe vor, indem er sie über ihre zwölf zukünftigen Schützlinge und deren familiären Hintergrund aufklärt. Ein anderer Lehrer namens Joe Hargrave weist sie darauf hin, dass die meisten Jungen am Anfang eines jeden Schuljahres unter Heimweh leiden und von ihren wohlhabenden Eltern vernachlässigt werden. In ihrer ersten Stunde fällt es Jan schwer, sich als Autorität in ihrer Klasse zu behaupten. Als sie eines Abends herausfindet, dass ihre Schüler einen kleinen Welpen in ihrem Schlafraum verstecken, verspricht sie ihnen, sich dafür einzusetzen, dass sie den kleinen Hund behalten dürfen. Joe meint, dass es nicht richtig sei, die Zuneigung ihrer Schüler durch solche Zugeständnisse zu gewinnen. Am nächsten Tag ertappt Jan jedoch ihren Kollegen, wie er den Jungen dabei hilft, im Stall ein Gehege für den Welpen zu bauen.
Nachdem Bobby, einer der Jungen, einen Anruf von seinen Eltern erhalten hat, die derzeit Urlaub an der französischen Riviera machen und ihrem Sohn mitteilen, dass er erneut Weihnachten allein im Internat verbringen soll, versucht Jan ihn zu trösten. Als mehrere Monate vergehen und Bobby keine einzige Nachricht von seinen Eltern erhält, verfasst Jan einen Brief, unterschreibt ihn im Namen von Bobbys Mutter und überreicht ihn dem traurigen Jungen. Unterdessen lässt der Witwer Richard Y. Oliver Sr. seinen verwöhnten Sohn Richard Jr. in die Schule einschreiben. Dessen aggressives Verhalten befremdet seine neuen Klassenkameraden. Als er eines Nachts aus Langeweile den Feueralarm auslöst und daraufhin die gesamte Klasse von Rektor Barrett bestraft wird, verachten ihn die anderen Jungen umso mehr.
Als sich Richard durch einen Streich der Jungen das Bein bricht, lässt ihn sein Vater aus der Schule nehmen. Rektor Barrett beauftragt Jan, Richard nach Hause zu begleiten. Unterwegs nach Houston versucht Jan, Richard ins Gewissen zu reden. Als sie in Houston ankommen und Jan sich anschickt, zurückzureisen, fleht Richard sie an, ihn nicht zu verlassen. Sein Vater sagt schließlich eine anstehende Geschäftsreise ab, um mehr Zeit mit seinem Sohn zu verbringen. Jan erklärt sich wiederum bereit, für ein paar Tage bei ihnen in Texas zu bleiben. Als Jan zusammen mit den Olivers zur Schule zurückkehrt, bemüht sich Richard aufrichtig, mit den anderen Schülern zurechtzukommen. Joe ist derweil eifersüchtig auf Richard Sr., der seine Zuneigung zu Jan offen bekundet. Als es zum Streit zwischen Jan und Joe kommt, kündigt Jan ihre Stellung als Lehrerin. Noch am selben Abend macht ihr Richard Sr. einen Heiratsantrag, den sie prompt annimmt. Rektor Barrett erreicht daraufhin die Nachricht, dass Bobbys Eltern nicht zu dessen Abschlussfeier erscheinen werden, sodass Jan sich erneut gezwungen sieht, Bobby einen vermeintlichen Brief seiner Mutter vorzulesen. Joe hört, wie sie die liebevollen Zeilen dem Jungen vorträgt, und bemerkt, dass sie dabei improvisiert und eigentlich ein anderes Schriftstück in den Händen hält. Joe gibt ihr anschließend einen Kuss und meint, dass sie sich als gute Lehrerin bewährt habe. 
Während sich Jan auf ihre Abreise mit den Olivers vorbereitet, überreichen ihr „ihre zwölf Männer“ ein Abschiedsgeschenk. Gleichzeitig versuchen sie, sie zum Bleiben zu überreden. Überwältigt von ihren Gefühlen beschließt sie, ihre Arbeit als Lehrerin in der Privatschule fortzusetzen. Auch für ihr privates Glück trifft sie eine neue Entscheidung: Sie läuft Joe hinterher und schließt ihn in ihre Arme.

## Hintergrund
Ihre zwölf Männer, Greer Garsons letzter Film unter ihrem langjährigen MGM-Vertrag, basiert auf Louise Bakers Geschichte Snips and Snails, die als Serie in mehreren Ausgaben der US-amerikanischen Zeitschrift Ladies Home Journal veröffentlicht wurde. 1952 erwarb MGM die Filmrechte für 35.000 Dollar. Autor William Roberts und Laura Z. Hobson schrieben Bakers Geschichte anschließend in ein Drehbuch um.
Der Film feierte am 11. August 1954 in New York seine Premiere. Weder die Kritiker noch das Publikum waren jedoch von der Komödie beeindruckt. Mit einem Einspielergebnis von 1.418.000 Dollar machte Ihre zwölf Männer einen Verlust von etwa 863.000 Dollar. In Deutschland wurde der Film erstmals am 12. September 1992 von der ARD im Fernsehen gezeigt.

## Kritiken
Bosley Crowther von der New York Times befand seinerzeit, dass Greer Garsons „spezielles Markenzeichen, diese sonnengleiche Aura“, in Ihre zwölf Männer dermaßen künstlich wirke, dass sie einen geradezu verbrenne, anstatt das Herz zu wärmen. Das Drehbuch von William Roberts und Laura Z. Hobsons sei „eine absolut fadenscheinige Angelegenheit, die für die Probleme der Jungen und ihrer Lehrer keinerlei Verständnis zeigt“. Dass der Film in Farbe gedreht sei, mache seine Unzulänglichkeiten nur allzu deutlich.
Craig Butler vom All Movie Guide war der Auffassung, dass Ihre zwölf Männer „mit Sicherheit kein schlechter Film“, aber dennoch „ein zweitklassiger […] Streifen“ sei, der nur selten Überraschungen bereit halte und „mit ein bisschen zu viel Sentimentalität“ aufwarte. Greer Garson werte den Film jedoch „allein schon durch ihre schiere Anwesenheit“ auf und sei in der Lage, „ihrer Rolle Leben einzuhauchen“. Die Produktion, einschließlich Joseph Ruttenbergs Kameraarbeit, sei „wie immer beeindruckend“. Der Filmkritiker Leonard Maltin kritisierte rückblickend das „rührselige Drehbuch“ des Films, bei dem es sich letztlich um „einen fehlgeschlagenen Versuch“ handle, „den Erfolg von Auf Wiedersehen, Mr. Chips zu wiederholen“.
Für das Lexikon des internationalen Films war Ihre zwölf Männer eine „[m]ittelmäßige Komödie um eine verwitwete Lehrerin, der von einer 12-köpfigen Klasse das Leben schwergemacht wird“. Cinema fand den Film schlicht „[z]u seicht“.

## Deutsche Fassung
Eine deutsche Synchronfassung entstand 1992 im Auftrag der ARD bei der Studio Hamburg Synchron.
| Rolle                 | Darsteller     | Synchronsprecher |
| --------------------- | -------------- | ---------------- |
| Jan Stewart           | Greer Garson   | Renate Pichler   |
| Joe Hargrave          | Robert Ryan    | Matthias Grimm   |
| Richard Y. Oliver Sr. | Barry Sullivan | Horst Stark      |
| Dr. Avord Barrett     | Richard Haydn  | Rolf Schult      |